# Kris Janssens
Kris Janssens is een Belgisch voormalig politicus voor Open VLD. Janssens is dierenarts.

## Levensloop
in 2001 werd hij districtsvoorzitter in Merksem en van 2007 tot 2012 was hij districtsschepen. Nadien besliste hij oorspronkelijk niet meer op te komen. Enerzijds omwille van interne strubbelingen bij de Merksemse VLD-afdeling, waarbij onder meer Ludo Van Campenhout en Luc Bungeneers overstapten naar N-VA, en Peeters moeite had geschikte kandidaten had om de lokale VLD-lijst samen te stellen. Anderzijds kon hij zich naar eigen zeggen niet vinden in de "obsessieve en dogmatische" vernieuwingsoperatie van Antwerps boegbeeld Annemie Turtelboom. Na bemiddeling trok hij uiteindelijk toch terug de lijst bij de Belgische lokale verkiezingen 2012
Wegens een tegenvallende verkiezingsuitslag belandde Open VLD in 2013 in de oppositie, met Janssens als enige verkozene voor zijn partij. Janssens zetelde tot november 2013 nog als districtsraadslid. Hij diende die maand zijn ontslag in omdat hij naar een andere gemeente verhuisde. De overweging dat hij zich als rechts-liberaal niet meer thuisvoelde in de partij speelde mee een rol in de beslissing.